# Saint Cloud (álbum)
Saint Cloud é o quinto álbum de estúdio do projeto Waxahatchee, da cantora e compositora estadunidense Katie Crutchfield, lançado em 27 de março de 2020 pela Merge Records. Lançado no início da pandemia global de COVID-19, Saint Cloud recebeu aclamação universal dos críticos musicais, que elogiaram a sua profundidade e som tranquilo. Inicialmente incapaz de fazer uma turnê para apoiar o álbum, Crutchfield e sua banda de apoio embarcaram em uma turnê em 2021.
Saint Cloud teve o seu lançamento precedido por três singles: "Fire", lançado em 22 de janeiro, "Lilacs", lançado em 18 de fevereiro, e "Can't Do Much", lançado em 16 de março.

## Antecedentes e gravação
Após muitos anos de turnês e lançamentos de álbuns, a líder do projeto Waxahatchee, Katie Crutchfield, chegou a um ponto em que precisava de uma pausa. Ela começou a lutar contra o alcoolismo, o que se tornou aparente durante a turnê promocional de seu álbum anterior, Out in the Storm (2017). Ela tomou a decisão de escolher a sobriedade depois de atingir um ponto particularmente baixo no festival Primavera Sound em Barcelona. Entre os álbuns, ela lançou um EP intermitente, Great Thunder (2018), sugerindo uma sonoridade folk emergente.

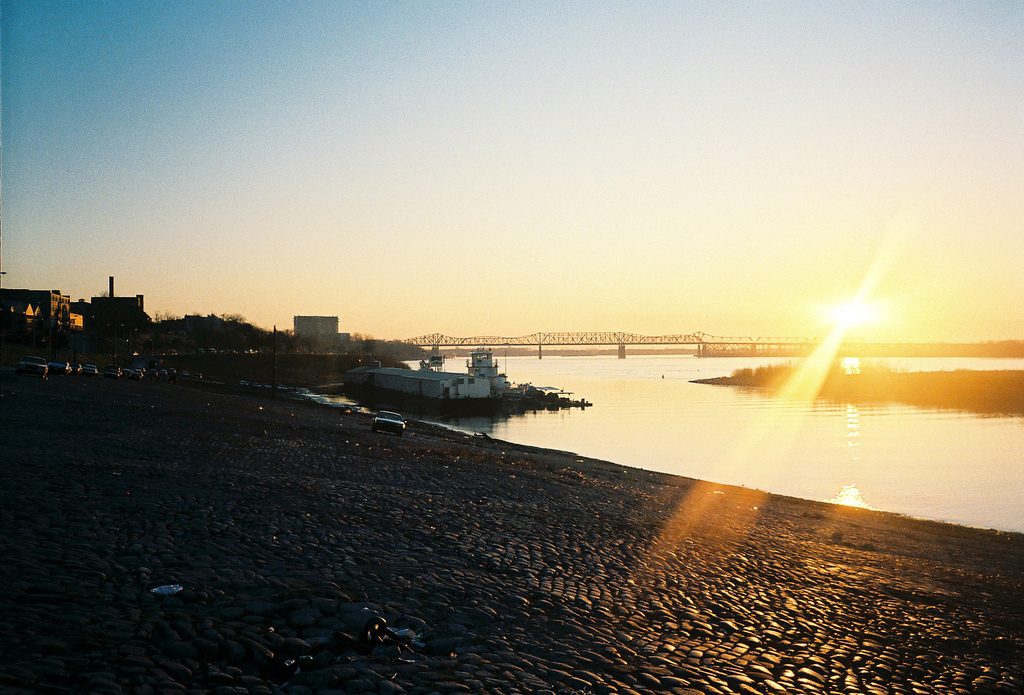
Crutchfield mencionou ter desenvolvido “Fire” depois de ver o pôr do sol sobre o rio Mississippi enquanto viajava.

Saint Cloud foi gravado com o produtor Brad Cook em dois estúdios, Sonic Ranch em Tornillo, Texas e Long Pond em Stuyvesant, Nova Iorque, durante o verão de 2019. Crutchfield recorreu a membros da banda Bonny Doon, de Michigan, como sua banda de apoio. Crutchfield intencionalmente demorou a desenvolver o álbum e achou difícil escrever inicialmente. Quando a inspiração surgiu, grande parte do seu conteúdo foi desenvolvido a um ritmo rápido. O seu lirismo foi fortemente inspirado pelo trabalho de Lucinda Williams, e aborda principalmente temas de “vício e codependência”.
Crutchfield intitulou o álbum e a sua canção titular em homenagem à cidade natal do seu pai, Saint Cloud, Flórida, uma pequena comunidade próxima a Orlando. Ela escreveu a maior parte das canções na sua casa em Kansas City, onde vivia com o seu parceiro Kevin Morby, observando que Morby lhe dava comentários positivos quando ela partilhava o material.

## Recepção crítica
| Críticas profissionais | Críticas profissionais |
| Pontuações agregadas   | Pontuações agregadas   |
| Fonte                  | Avaliação              |
| ---------------------- | ---------------------- |
| AnyDecentMusic?        | 8.4/10                 |
| Metacritic             | 88/100                 |
| Avaliações da crítica  |                        |
| Fonte                  | Avaliação              |
| AllMusic               | [ 17 ]                 |
| And It Don't Stop      | A–                     |
| The Guardian           | [ 19 ]                 |
| The Independent        | [ 20 ]                 |
| NME                    | [ 21 ]                 |
| The Observer           | [ 22 ]                 |
| Pitchfork              | 8.7/10                 |
| Q                      | [ 24 ]                 |
| Rolling Stone          | [ 25 ]                 |
| Uncut                  | 8/10                   |

Saint Cloud foi lançado no início da pandemia de COVID-19 nos EUA, o que teve um impacto nos ouvintes e na sua interpretação do álbum. Segundo o agregador de críticas Metacritic, o álbum foi recebido com "aclamação universal" pela crítica especializada. Chris Riemenschneider, para o Star Tribune de Minneapolis, chamou-lhe “um companheiro de audição perfeito durante um ano e meio de confinamento, tão reconfortante como estimulante”.
Saint Cloud foi recebido com entusiasmo pelos críticos de música, que elogiaram a sinceridade e o tom do álbum. Robert Christgau analisou o álbum na sua coluna "Consumer Guide" em julho de 2020. Embora sugerindo que as "canções de recuperação" no final do álbum relatam experiências de vida não relacionáveis ao ouvinte médio, ele aplaudiu a performance de Crutchfield na série inicial de "canções de amor / relacionamento / autoconhecimento", com uma "voz suave tão casual e pessoal e inteligente."

### Listas de fim de ano
| Publicação           | Lista                      | #  | Ref.   |
| -------------------- | -------------------------- | -- | ------ |
| Consequence          | 50 Melhores Álbuns de 2020 | 6  | [ 28 ] |
| Exclaim!             | 50 Melhores Álbuns de 2020 | 18 | [ 29 ] |
| Gigwise              | 51 Melhores Álbuns de 2020 | 26 | [ 30 ] |
| The Line of Best Fit | 50 Melhores Álbuns de 2020 | 12 | [ 31 ] |
| NPR                  | 50 Melhores Álbuns de 2020 | 47 | [ 32 ] |
| Paste                | 50 Melhores Álbuns de 2020 | 2  | [ 33 ] |
| Pitchfork            | 50 Melhores Álbuns de 2020 | 2  | [ 34 ] |
| PopMatters           | 60 Melhores Álbuns de 2020 | 9  | [ 35 ] |
| Rolling Stone        | 50 Melhores Álbuns de 2020 | 7  | [ 36 ] |
| The Skinny           | 10 Melhores Álbuns de 2020 | 6  | [ 37 ] |
| Slant Magazine       | 50 Melhores Álbuns de 2020 | 12 | [ 38 ] |
| Uproxx               | 50 Melhores Álbuns de 2020 | 7  | [ 39 ] |

## Alinhamento de faixas
Todas as faixas escritas e compostas por Katie Crutchfield e produzidas por Brad Cook. 
| Lista de faixas de Saint Cloud |                 |         |  |
| N.º                            | Título          | Duração |  |
| 1.                             | "Oxbow"         | 2:53    |  |
| 2.                             | "Can't Do Much" | 3:44    |  |
| 3.                             | "Fire"          | 3:38    |  |
| 4.                             | "Lilacs"        | 3:15    |  |
| 5.                             | "The Eye"       | 4:18    |  |
| 6.                             | "Hell"          | 3:00    |  |
| 7.                             | "Witches"       | 2:48    |  |
| 8.                             | "War"           | 3:10    |  |
| 9.                             | "Arkadelphia"   | 4:50    |  |
| 10.                            | "Ruby Falls"    | 3:50    |  |
| 11.                            | "Saint Cloud"   | 4:40    |  |
| Duração total:                 | Duração total:  | 40:06   |  |

| Faixas da edição Saint Cloud +3 |                                 |                  |         |  |
| N.º                             | Título                          | Produtor(es)     | Duração |  |
| 12.                             | "Fruits of My Labor"            | Crutchfield Cook | 5:05    |  |
| 13.                             | "Light of a Clear Blue Morning" | Crutchfield Cook | 4:38    |  |
| 14.                             | "Streets of Philadelphia"       | Crutchfield Cook | 4:09    |  |
| Duração total:                  | Duração total:                  | Duração total:   | 53:58   |  |

## Créditos
Musicistas
- Katie Crutchfield - voz, guitarra acústica, piano, teclados
- Brad Cook - baixo, guitarra acústica, piano, teclados, sintetizador
- Bobby Colombo - guitarra eléctrica, guitarra acústica, teclados
- Bill Lennox - guitarra eléctrica, guitarra acústica, teclados, percussão, voz
- Nick Kinsey - bateria, percussão
- Josh Kaufman - guitarra eléctrica, piano, órgão, percussão

Técnicos
- Brad Cook - produção
- Jerry Ordonez - engenharia
- Jon Low - engenharia adicional, mixagem
- Brent Lambert - masterização

Arte
- Molly Matalon - fotografia
- Andreina Byrne - cenografia
- Mike Krol - design